# Najdenowo
Najdenowo (bułg. Найденово) – wieś w południowej Bułgarii, w obwodzie Stara Zagora, w gminie Bratja Daskałowi. Według danych Narodowego Instytutu Statystycznego, 31 grudnia 2011 roku wieś liczyła 135 mieszkańców.

## Położenie
Przez wieś przepływa Omurowska rzeka. Znajduje się tu zbiornik retencyjny Najdenowo.

## Infrastruktura społeczna
W Najdenowie znajduje się szkoła podstawowa Wasiła Lewskiego.